# Quintes
Pour l’article homonyme, voir Quinte.
 (janvier 2023).
Si vous disposez d'ouvrages ou d'articles de référence ou si vous connaissez des sites web de qualité traitant du thème abordé ici, merci de compléter l'article en donnant les références utiles à sa vérifiabilité et en les liant à la section « Notes et références ».
Quintes est le premier roman de Marcel Moreau, publié en 1962 chez Buchet-Chastel et qui a fait l'objet d'une réédition chez Denoël en 2005. 

## Résumé
Le personnage, Quinte, évolue dans un monde dont l'esthétique est fortement modifiée par la vision qu'il en a. La quête qu'il mène est très intériorisée, son errance dans la ville n'a de sens qu'en lui. Ainsi, des commotions d'un match de football aux moiteurs d'une chambre d'amour, l'aventure de Quinte est une lutte contre l'insanité glaciale d'une société oppressante par réactions déraisonnées et spasmes destructeurs. 

## Critiques
Quintes a été qualifié de « début remarqué » par le journal Le Monde.
Il a été défendu lors de sa parution par Raymond Queneau, Jean Paulhan et Simone de Beauvoir.